# Metallochlora proximata
Metallochlora proximata là một loài bướm đêm trong họ Geometridae.